# Mecz Gwiazd Polskiej Ligi Koszykówki
Mecz Gwiazd Polskiej Ligi Koszykówki – spotkanie z udziałem najlepszych koszykarzy grających w polskiej ekstraklasie, któremu towarzyszą również konkurs wsadów piłki do kosza oraz konkurs rzutów za trzy punkty.
Mecze Gwiazd najczęściej odbywają się w formule Północ-Południe, jednak zdarzało się, że naprzeciw siebie stawały ekipy Wschodu i Zachodu lub reprezentacja Polski i zagraniczne gwiazdy PLK.
W 2007 roku przed Meczem Gwiazd PLK po raz pierwszy rozegrano Mecz Gwiazd I ligi. Odbyły się również konkursy wsadów i rzutów za 3 dla zawodników I ligi.
Dnia 14 stycznia 2012 w Katowicach odbył się ostatni Mecz Gwiazd, w którym zwyciężyła Północ (151-135). Konkurs trójek wygrał Andrzej Pluta, a konkurs wsadów Qarraan Calhoun.

## Wyniki
| Lp.   | Data        | Gospodarz    | Zwycięzca    | Pokonany     | Wynik   | MVP                | Konkurs wsadów   | Konkurs rzutów za 3 |
| ----- | ----------- | ------------ | ------------ | ------------ | ------- | ------------------ | ---------------- | ------------------- |
| I     | 22 IV 1994  | Lublin       | Południe     | Północ       | 138-136 | Jarosław Zyskowski | Adam Wójcik      | Igor Griszczuk      |
| II    | 9 IV 1995   | Stalowa Wola | Północ       | Południe     | 168-165 | Igor Griszczuk     | Adam Wójcik      | Wojciech Królik     |
| III   | 1 V 1996    | Poznań       | Północ       | Południe     | 181-133 | Tyrice Walker      | Antwon Hoard     | Wojciech Królik     |
| IV    | 22 XII 1996 | Sopot        | Północ       | Południe     | 160-142 | Joseph McNaull     | Jeff Massey      | Andrzej Adamek      |
| V     | 28 III 1998 | Tarnów       | Północ       | Południe     | 141-126 | Gary Alexander     | Adrian Małecki   | Adrian Małecki      |
| VI    | 13 III 1999 | Sosnowiec    | Zachód       | Wschód       | 125-90  | Adam Wójcik        | Tyrone Barksdale | Ainārs Bagatskis    |
| VII   | 29 I 2000   | Słupsk       | Zachód       | Wschód       | 86-84   | Antoine Joubert    | nie rozgrywano   | Andrzej Pluta       |
| VIII  | 29 III 2003 | Bydgoszcz    | Południe     | Północ       | 92-86   | Joseph McNaull     | Brent Bailey     | Andrzej Pluta       |
| IX    | 29 I 2005   | Pruszków     | Południe     | Północ       | 118-115 | Gintaras Kadžiulis | Michał Krajewski | Gintaras Kadžiulis  |
| X     | 5 III 2006  | Włocławek    | Północ       | Południe     | 97-84   | Chudney Gray       | Aivaras Kiaušas  | Andrzej Pluta       |
| XI    | 3 III 2007  | Wrocław      | Południe     | Północ       | 87-77   | Grady Reynolds     | Grady Reynolds   | Iwo Kitzinger       |
| XII   | 2 III 2008  | Wrocław      | Południe     | Północ       | 114-112 | Andrzej Pluta      | Aivaras Kiaušas  | Andrzej Pluta       |
| XIII  | 29 III 2009 | Warszawa     | Północ       | Południe     | 143-116 | Adam Wójcik        | Sefton Barrett   | Andrzej Pluta       |
| XIV   | 20 III 2010 | Lublin       | Południe     | Północ       | 108-92  | Michael Wright     | Eddie Miller     | Andrzej Pluta       |
| XV    | 16 I 2011   | Kalisz       | Południe     | Północ       | 119-117 | Harding Nana       | Łukasz Biedny    | Darnell Hinson      |
| XVI   | 14 I 2012   | Katowice     | Północ       | Południe     | 151-135 | Corsley Edwards    | Qa’rraan Calhoun | Andrzej Pluta       |
| XVII  | 24 II 2013  | Wrocław      | TBL (Polska) | NBL (Czechy) | 109-104 | Walter Hodge       | Michael Deloach  | Przemysław Zamojski |
| XVIII | 24 III 2014 | Pardubice    | NBL (Czechy) | TBL (Polska) | 109-105 |                    | Christian Eyenga | Chester Simmons     |

### I ligi
| Lp. | Data        | Gospodarz | Zwycięzca | Pokonany | Wynik   | MVP              | Konkurs wsadów | Konkurs rzutów za 3 |
| --- | ----------- | --------- | --------- | -------- | ------- | ---------------- | -------------- | ------------------- |
| I   | 3 III 2007  | Wrocław   | Południe  | Północ   | 83-73   | Jacek Olejniczak | Jerzy Koszuta  | Jarosław Kalinowski |
| II  | 14 III 2010 | Krosno    | Wschód    | Zachód   | 101-100 | Michał Jankowski | Maciej Piątka  | Mateusz Ponitka     |
| III | 8 I 2011    | Radom     | Wschód    | Zachód   | 89-88   | Piotr Kardaś     | Jerzy Koszuta  | Łukasz Pacocha      |

### "Pojedynek Gigantów"
| Lp. | Data       | Gospodarz           | Zwycięzca               | Pokonany                | Wynik   | MVP             | Konkurs wsadów  | Konkurs rzutów za 3 |
| --- | ---------- | ------------------- | ----------------------- | ----------------------- | ------- | --------------- | --------------- | ------------------- |
| I   | 1996/97    | Ruda Śląska         | Gwiazdy PLK             | Polska                  | 102-98  | nie wybrano     | nie rozgrywano  | nie rozgrywano      |
| II  | 22 XI 1997 | Sopot               | Polska                  | Gwiazdy PLK             | 105-95  | Wójcik / Walker | Gary Alexander  | Andrzej Pluta       |
| III | 3 X 1999   | Gdańsk              | Polska                  | Gwiazdy PLK             | 86-76   | Pluta / Timmons | nie rozgrywano  | Andrzej Pluta       |
| IV  | 16 XI 2000 | Ostrów Wielkopolski | Polska                  | Gwiazdy PLK             | 96-82   | nie wybrano     | nie rozgrywano  | nie rozgrywano      |
| V   | 24 I 2004  | Bydgoszcz           | Gwiazdy EBL             | Polska                  | 107-101 | Lynn Greer      | Michał Ignerski | nie rozgrywano      |
| VI  | 1 III 2009 | Wrocław             | Reprezentacja Polski    | Zagraniczne Gwiazdy PLK | 91:76   | nie wybrano     | nie rozgrywano  | nie rozgrywano      |
| VII | 24 I 2010  | Wrocław             | Zagraniczne Gwiazdy PLK | Reprezentacja Polski    | 99:95   | nie wybrano     | nie rozgrywano  | nie rozgrywano      |